# Lotte Mejlhede
 Der er for få eller ingen kildehenvisninger i denne artikel, hvilket er et problem. Du kan hjælpe ved at angive troværdige kilder til de påstande, som fremføres i artiklen.

Lotte Mejlhede (født 9. august 1966 i Nørre Snede) er en dansk journalist, korrespondent og studievært på TV 2 News.
Lotte Mejlhede blev født på Brædstrup Sygehus. De første to år boede hun i Nørre Snede, men familien flyttede derefter til Nyborg, hvor hun voksede op blev student. Lotte Mejlhede blev uddannet journalist fra Danmarks Journalisthøjskole i 1993 og blev som nyuddannet ansat på Morgenavisen Jyllands-Posten, hvor hun beskæftigede sig med politik og livsstilsstof. Samme år skiftede hun dog til Berlingske Tidendes Christiansborg-redaktion. I 1996 blev hun studievært på TV 2 Nyhederne, og var i en periode også vært i magasinprogrammet Dags Dato. Hun blev i 2003 udnævnt til souschef for TV 2 Nyhederne. Det var således Lotte Mejlhede, der var ansvarlig for at TV 2 Nyhederne i 2005 bragte et omstridt og angiveligt manipuleret indslag om en påstået gangsterbande, den såkaldte Triple A-sag. Sagen endte med et dementi, et forlig med de implicerede, kritik fra Radio- og tv-nævnet samt at Mejlhede fratrådte sin chefpost. 
I juli 2006 begyndte hun som studievært på TV 2 News, hvor Mejlhede var kanalens primære vært på større politiske begivenheder, ligesom hun var fast vært på kanalens to politiske magasiner, Tirsdagsanalysen og 1240K.
I juni 2013 blev det offentliggjort, at Lotte Mejlhede pr. 1. januar 2014 skulle være TV 2 Nyhedernes korrespondent med base i Bruxelles.
I forbindelse med Folketingsvalget 2015 var Mejlhede midlertidigt tilbage i rollen som studievært ifm. TV 2 News' dækning af valget. 
I 2020 vendte Mejlhede tilbage til Danmark og tiltrådte en stilling som sikkerhedspolitisk korrespondent på TV2. I denne funktion har hun bl.a. dækket krigen i Ukraine og hun har fungeret som vært på udenrigsmagasinet ‘Verden ifølge News’. 
Lotte Mejlhede blev skilt fra sin mand, fotograf Bjarke Ørsted, i 2021. Sammen har de datteren Laura-Louise (født 2005). I dag er Lotte Mejlhede kæreste med Brigadegeneral Karsten Jensen.